# Ki Bo-bae
Ki Bo-bae (hangŭl (기 보배?); Gyeonggi, 20 febbraio 1988) è un'arciera sudcoreana, vincitrice della medaglia d'oro olimpica sia nell'individuale sia nella gara a squadre ai Giochi di Londra 2012 e nella gara a squadre ai Giochi di Rio de Janeiro 2016, mentre sempre nelle Olimpiadi di Rio de Janeiro ha vinto il bronzo nell'individuale.
Le quattro medaglie olimpiche vinte la collocano tra gli arcieri più decorati nella storia olimpica.
Oltre alle Olimpiadi ha ottenuto medaglie d'oro ai Campionati mondiali di tiro con l'arco, ai Giochi asiatici e alle Universiadi, ed è stata tre volte vincitrice alle finali della Coppa del mondo di tiro con l'arco. Dal 2015 al 2017 ha detenuto il record mondiale di punteggio per il round di 72 frecce femminile e ha ricoperto più volte la posizione di numero uno mondiale femminile nelle classifiche di tiro con l'arco.

## Vita privata
Ki Bo-bae ha iniziato a tirare con l'arco all'età di undici anni nella sua scuola elementare. Nel 2015 studiava presso la Gwangju Women's University, e per questo ha potuto competere all'Universiade mentre nel 2017 stava svolgendo il dottorato. Si è detta interessata a lavorare con gli atleti dei Giochi Paralimpici e ad insegnare ai bambini disabili, oltre che a collaborare con il Comitato Olimpico Internazionale.
Si è sposata a novembre 2017, dopo aver annunciato il suo imminente matrimonio poco dopo aver vinto la sua terza Coppa del mondo nel settembre 2017.
È stata uno dei teodofori della torcia delle Olimpiadi invernali 2018.

## Carriera sportiva

### Primi riconoscimenti
Ki è stata selezionata per far parte della squadra di tiro con l'arco sudcoreana insieme a Joo Hyun-jung e Yun Ok-hee per la partecipazione ai Giochi asiatici del 2010 a Canton. Eliminata dalla cinese Cheng Meng nei quarti di finale della competizione individuale, ha vinto la medaglia d'oro nella gara a squadre femminile con Joo e Yun dopo che il trio ha sconfitto la squadra cinese in finale. Alla seconda fase della Coppa del Mondo di tiro con l'arco del 2011 ad Adalia ha ottenuto un'ulteriore medaglia d'oro a squadre e una medaglia d'argento nella competizione individuale, finendo seconda dietro la compagna di squadra Jung Dasomi. In seguito ha vinto quello che sarebbe stato il primo di tre titoli a squadre miste ai Campionati mondiali di tiro con l'arco 2011 di Torino.

### Due volte campionessa olimpica

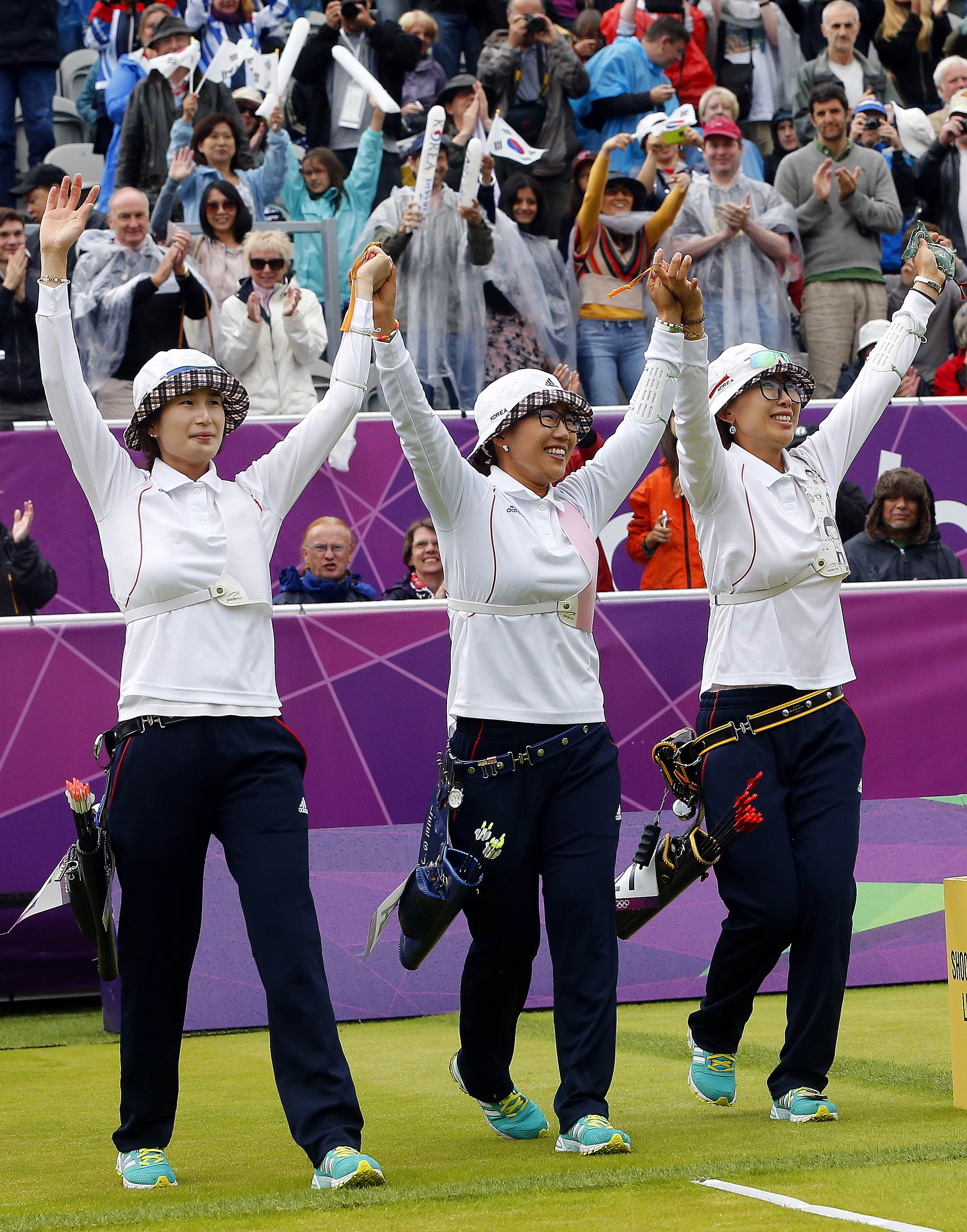
Ki Bo-bae (a sinistra) festeggia assieme a Lee Sung-jin (al centro) e Choi Hyeon-ju (a destra) la medaglia d'oro nella gara a squadre alle Olimpiadi del 2012

Ki Bo-bae ha partecipato alla sua prima Olimpiade a Londra 2012. Ha iniziato il ranking round a 72 frecce totalizzando 671 punti su un massimo di 720, arrivando in vetta alla classifica per l'individuale con la compagna di squadra Lee Sung-jin e con la taiwanese Tan Ya-ting. Con un punteggio combinato di 1993 punti, Ki, Lee e Choi Hyeon-ju si sono assicurate anche la testa di serie numero uno per la Corea del Sud nella competizione a squadre femminile. Lei e le sue compagne di squadra Lee e Choi hanno ottenuto una vittoria di misura sulla Cina nella finale della gara a squadre femminile, che è stata disputata prima dell'individuale per permettere alla Corea di aggiudicarsi la settima medaglia d'oro olimpica consecutiva nella disciplina. Come terza e ultima arciera nella sequenza di tiro della squadra, Ki è stata responsabile della freccia finale della partita, assicurando la vittoria sulle rivali cinesi per un solo punto.
La sua seconda medaglia d'oro è arrivata nell'individuale disputato nel corso di quella settimana, sconfiggendo la messicana Aída Román in una finale combattuta. Dopo il pareggio 5-5 nei precedenti set, la partita è stata decisa da uno spareggio nel quale Ki ha scoccato la prima freccia ottenendo un otto, seguita dalla freccia di Román che ha centrato lo stesso anello ma in una posizione che è stata giudicata leggermente più lontana dal centro.
Ki, che è stata l'unica della squadra di tiro con l'arco femminile sudcoreana a vincere due medaglie olimpiche a Londra, parlando in una conferenza stampa dopo la finale si è scusata in lacrime per la sua ultima freccia, affermando che "i coreani non tirano da otto". Ha anche ammesso di non aver visto Román scoccare la sua freccia perché stava pregando.
Nel 2012 Ki ha ottenuto inoltre una buona prestazione nella Coppa del mondo di tiro con l'arco, iniziando la competizione con medaglie d'oro nella squadra femminile e nell'individuale nella fase di apertura a Shanghai. Si è qualificata per la fase finale tenutasi a Tokyo a settembre, dove è avanzata fino alla partita per la medaglia d'oro battendo in rimonta l'indiana Deepika Kumari.

### Il record mondiale
Nel 2013 ha vinto due medaglie d'oro ai Campionati mondiali di tiro con l'arco di quell'anno a Belek, conquistando il suo secondo titolo a squadre miste insieme a Oh Jin-hyek e ottenendo il titolo a squadre femminile. La sconfitta contro la danese Maja Jager, tuttavia, la elimina dalla contesa per il titolo individuale.
Dopo una scarsa prestazione nelle prove di selezione nazionali del 2014 per i Giochi asiatici di Incheon, per la prima volta in quattro anni Ki Bo-bae non entra a far parte della squadra sudcoreana. In un'intervista rilasciata alla fine dell'anno, Ki ha confessato che la sua prima reazione alla mancata selezione era stata di sollievo, avendo ottenuto la libertà dal rigido regime di allenamento a cui i membri del team dovevano attenersi. In seguito ha riconosciuto di essersi "rilassata troppo" durante le prove e di aver perso la concentrazione mentale. Guardare le gare di tiro con l'arco ai Giochi asiatici di settembre, di cui è stata commentatrice per l'emittente coreana KBS, l'ha motivata a lavorare per tornare in nazionale. L'assenza dalla squadra coreana ha comportato la perdita della sua posizione ai vertici della classifica mondiale del tiro con l'arco, dove aveva mantenuto almeno il rango di seconda dalla fine delle Olimpiadi nel 2012.
Nel 2015 Ki è tornata in nazionale dopo aver terminato al primo posto le prove nazionali. Alle Universiadi di luglio a Gwangju ottiene due nuovi record mondiali nel ranking round: con 686 punti nel round a 72 frecce supera di quattro punti il precedente record di undici anni prima stabilito da Park Sung-hyun alle Olimpiadi di Atene 2004, mentre il totale combinato di 2038 punti ottenuti assieme alle compagne di squadra Kang Chae-young e Choi Mi-sun stabilisce un nuovo record mondiale nella gara a squadre femminile. La successiva vittoria sulla connazionale Choi nella finale dell'individuale le è valsa la sua prima medaglia d'oro dalla Coppa del mondo di tiro con l'arco di quasi tre anni prima. Ha inoltre vinto l'oro nella gara a squadre miste.
Si è aggiudicata altre due medaglie d'oro ai Campionati mondiali di tiro con l'arco 2015 tenutisi più tardi quell'estate a Copenaghen, guadagnando un terzo oro a squadre miste assieme a Ku Bon-chan, dopo aver sconfitto la coppia taiwanese Lin Shih-chia e Kuo Cheng-wei. In seguito ha sconfitto Lin per la seconda volta nella finale dell'individuale femminile. A metà agosto era tornata in cima alle classifiche mondiali di tiro con l'arco.

### Il terzo oro olimpico
Ki è stata l'unica atleta della squadra olimpica di tiro con l'arco sudcoreana del 2012 a partecipare alle Olimpiadi del 2016 a Rio de Janeiro. Era considerata una delle favorite per la medaglia d'oro nell'individuale e nella squadra femminile e un eventuale successo l'avrebbe resa la prima arciera a conservare un titolo olimpico individuale e a raggiungere, con quattro medaglie d'oro olimpiche, il livello di Kim Soo-nyung, considerata il miglior arciere nella storia di questo sport. Ki ha chiuso il ranking round con 663 punti su 720, guadagnandosi la terza testa di serie per l'individuale femminile. Con le sue compagne di squadra Choi Mi-sun e Chang Hye-jin, che si sono classificate rispettivamente prima e seconda, il trio ha anche guadagnato la testa di serie per la competizione a squadre femminile.
Il team sudcoreano ha concluso la gara a squadre femminile con la vittoria sulla Russia in finale, assicurandosi l'ottavo titolo olimpico a squadre femminile consecutivo della Corea del Sud e la terza medaglia d'oro olimpica per Ki Bo-bae. Nella conferenza stampa dopo la finale Ki ha parlato delle grandi aspettative e della pressione esercitata sulla squadra per continuare la sua serie di vittorie, ma ha osservato "abbiamo semplicemente continuato a lavorare insieme e ad avere un forte lavoro di squadra e si è rivelata la cosa giusta".
Il suo tentativo di diventare il primo arciere olimpico a conservare il titolo individuale è stato interrotto in semifinale dalla connazionale Chang che l'ha superata per 7-3. Ki ha poi sconfitto nella finale per il terzo posto la messicana Alejandra Valencia, guadagnando la medaglia di bronzo.
A settembre 2016 Ki ha vinto il suo secondo titolo di Coppa del mondo di tiro con l'arco a Odense, sconfiggendo Choi Mi-sun in finale e diventando la seconda donna a vincere per due volte il torneo, uguagliando la connazionale Yun Ok-hee. L'anno successivo ha ottenuto il suo terzo titolo di Coppa del mondo a Roma con la vittoria su Ksenija Perova.

## Palmarès
- Giochi olimpici

 Oro nella gara individuale femminile a Londra 2012
 Oro nella gara a squadre femminile a Londra 2012
 Oro nella gara a squadre a Rio de Janeiro 2016
 Bronzo nella gara individuale femminile a Rio de Janeiro 2016
- Campionati mondiali di tiro con l'arco

 Oro nella gara a squadre miste a Torino 2011
 Oro nella gara a squadre femminile a Belek 2013
 Oro nella gara a squadre miste a Belek 2013
 Oro nell'individuale a Copenaghen 2015
 Oro nella gara a squadre miste a Copenaghen 2015
 Bronzo nella gara a squadre femminile a Torino 2011
 Bronzo nella gara a squadre femminile a Copenaghen 2015
- Giochi asiatici

 Oro nella gara a squadre femminile a Canton 2010
- Universiadi

 Oro nell'individuale a Shenzhen 2011
 Oro nella gara a squadre femminile a Shenzhen 2011
 Oro nella gara a squadre mista a Shenzhen 2011
 Oro nell'individuale a Gwangju 2015
 Oro nella gara a squadre miste a Gwangju 2015
 Argento nella gara a squadre femminile a Gwangju 2015